# Теорема Фенхеля о повороте кривой
Теорема Фенхеля утверждает, что вариация поворота любой замкнутой кривой не меньше {\displaystyle 2{\cdot }\pi } и равенство достигается только в случае выпуклой плоской кривой.
В частности, средняя кривизна замкнутой кривой длины {\displaystyle \ell } не может быть меньше {\displaystyle 2{\cdot }\pi /\ell }.
Теорема доказана Вернером Фенхелем.

## О доказательстве
Обычно доказательство строится на утверждении, что сферическая кривая длины меньше чем {\displaystyle 2{\cdot }\pi } лежит в открытой полусфере.
Это утверждение можно доказать например применением формулы Крофтона, но известны и более элементарные доказательства.
Остаётся заметить что кривая образованная единичными касательными векторами (касательная индикатриса) к исходной кривой не может лежать в открытой полусфере.
Значит её длина не меньше {\displaystyle 2{\cdot }\pi }, длина же этой кривой совпадает с интегралом кривизны.

## Вариации и обобщения
- Лемма Решетняка о хорде. Если регулярная гладкая  {\displaystyle \gamma \colon [a,b]\to \mathbb {R} ^{n}} подходит к своей хорде {\displaystyle [\gamma (a),\gamma (b)]} под углами {\displaystyle \alpha } и {\displaystyle \beta }, то поворот кривой {\displaystyle \gamma } хотя бы {\displaystyle \alpha +\beta }.
  - Это утверждение легко следует из теоремы Фенхеля, но зачастую его удобней использовать. Например сама теорема Фенхеля следует если применить лемму к разбиению замкнутой кривой на две дуги.

- Теорема Фари — Милнора

- Теорема о повороте плоской кривой